# Crocomela palmeri
Crocomela palmeri är en fjärilsart som beskrevs av Druce 1911. Crocomela palmeri ingår i släktet Crocomela och familjen björnspinnare. Inga underarter finns listade i Catalogue of Life.